# Lamborghini Egoista
El Lamborghini Egoista es un prototipo de automóvil presentado por Lamborghini para el 50° aniversario de la compañía. El modelo en pleno funcionamiento se basa en el Gallardo. Cuenta con un motor V10 de 5,2 litros (317 plg³), el cual produce 600 caballos (447 kW; 608 CV).
El Lamborghini Egoista cuenta con una cabina monoplaza, que es similar a la de un avión de combate moderno, y tiene una puerta con dosel que es completamente extraíble. Se debe quitar el volante para entrar y salir del vehículo como con un automóvil de Fórmula Uno.
El exterior único del Lamborghini Egoista está destinado a parecerse a un toro listo para cargar si se mira desde un lado. La iluminación se asemeja a la de un avión moderno, con marcadores laterales e indicadores en los lados y la parte superior del automóvil, así como en la parte delantera y trasera. La carrocería consta de paneles aerodinámicos activos que suben y bajan para lograr una carga aerodinámica y una estabilidad óptimas. El cuerpo y las ruedas están hechos de material antirradar para identificarse aún más con los aviones de combate.
En checo, español, catalán, italiano, portugués, polaco, rumano, serbio y francés, Egoísta significa literalmente "egoísta". Según el diseñador de la modelo Walter de Silva, el Egoísta "representa el hedonismo llevado al extremo".
El automóvil se exhibe actualmente en el Museo Lamborghini ubicado en Sant'Agata Bolognese.